# L.Joe
Dans ce nom coréen, le nom de famille, Lee, précède le nom personnel.
L.Joe (en coréen : 엘조, né le 23 novembre 1993), de son vrai nom Lee Byung-hun (en coréen : 이병헌) est un chanteur et rappeur sud-coréen, ancien membre du boys band Teen Top.

## Carrière
Il a choisi comme nom de scène L.Joe en gardant le « L » de son nom de famille et « Joe » qui est le surnom qu'on lui a donné lorsqu'il était aux États-Unis.

## Filmographie
Dramas
| Année | Titre                             | Rôle           | Note(s)         |
| ----- | --------------------------------- | -------------- | --------------- |
| 2014  | Flower Grandpa Investigation Unit | Uhm Si Woo     | Caméo épisode 7 |
| 2015  | Missing Noir M                    | Yang Jeong Ho  | Caméo épisode 7 |
| 2015  | Magic Bottle "Web Drama"          | Gong Byung Man | Rôle principal  |
| 2016  | Ddanddara "Entertainer"           | Seo Jae Hoon   |                 |

Film
| Année | Titre                | Rôle  | Note(s) |
| ----- | -------------------- | ----- | ------- |
| 2016  | Trumpet on the Cliff | Ji-oh |         |